# Marcin Janik
Marcin Józef Janik (ur. 1975) – polski prawnik, doktor habilitowany nauk prawnych, nauczyciel akademicki Wydziału Prawa i Administracji Uniwersytetu Śląskiego, specjalista prawa administracyjnego.

## Życiorys
W 1999 ukończył studia na kierunku prawo na Wydziale Prawa i Administracji UŚl, gdzie w 2005 na podstawie napisanej pod kierunkiem Lidii Zacharko rozprawy pt. Policja sanitarna. Zagadnienia administracyjnoprawne uzyskał stopień naukowy doktora nauk prawnych w zakresie prawa, specjalność prawo administracyjne. W 2017 Rada Wydziału Prawa i Administracji UŚl nadała mu na podstawie dorobku naukowego oraz rozprawy pt. Płaszczyzny działania organów policji sanitarnej w sferze nadzoru sanitarnego i epidemiologicznego. Studium administracyjnoprawne stopień naukowy doktora habilitowanego nauk prawnych w zakresie prawa.
Adiunkt w Katedrze Prawa Administracyjnego i Nauki Administracji Wydziału Prawa i Administracji UŚl.

## Życie osobiste
Jest żonaty, ma jedną córkę. Jego pasją są biegi ultramaratońskie. Jest fanem wypraw off-road.